# Aboubacar Bangoura
Aboubacar Bangoura (1º gennaio 1982) è un ex calciatore guineano, di ruolo portiere.

## Carriera

### Club
Ha sempre giocato nel campionato francese.

### Nazionale
Ha giocato la sua unica partita in Nazionale nel 2000.